# Muuido

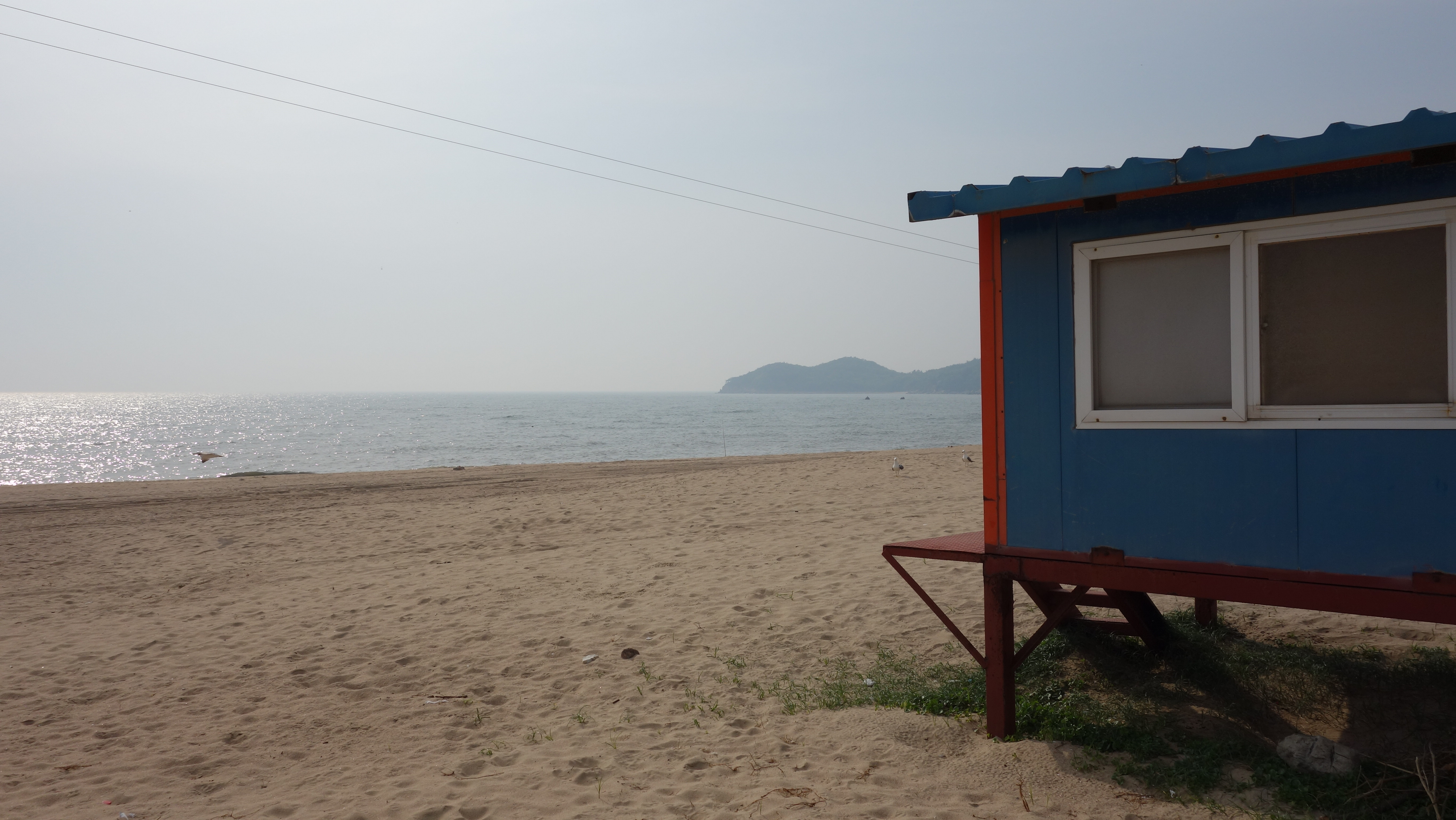
Cabaña en la playa Hanagae, Muuido, cerca de Incheon, Corea del Sur

Muuido es una isla de Corea del Sur. Se encuentra situada al sur de la isla de Yongyu, unida a la isla de Yeongjong cuando el Aeropuerto Internacional de Incheon se construyó. 
En la costa noroeste de la isla de Muui se encuentra isla de Silmi, otra pequeña isla deshabitada.
La isla de Muui es visible desde el aeropuerto. Un ferry diario desde el terminal de ferris de Incheon comunica las islas, así como un ferry que cruza con frecuencia el estrecho canal que separa la isla del continente.
El nombre de la isla "Muui" significa "vestido de bailarina" en coreano. Es un lugar popular entre los turistas, que gustan de visitar las dos principales playas de la isla, Silmi y Hanagae. 
Muuido se menciona en la obra de Eugene Clark sobre la guerra de corea, Los secretos de Incheon.